# 彎莖姬石蛾
彎莖姬石蛾（学名：Hydroptila curvipennis）为姬石蛾科姬石蛾屬下的一个种。